# Campeonato Mundial de Curling Masculino de 2016
El LVIII Campeonato Mundial de Curling Masculino se celebró en Basilea (Suiza) entre el 2 y el 10 de abril de 2016 bajo la organización de la Federación Mundial de Curling (WCF) y la Federación Suiza de Curling.
Las competiciones se realizaron en el St. Jakobshalle de la ciudad suiza.

## Tabla de posiciones
| Pos | Equipo         | G  | P  | G–P |
| --- | -------------- | -- | -- | --- |
| 1   | Canadá         | 10 | 1  | –   |
| 2   | Dinamarca      | 8  | 3  | 2–0 |
| 3   | Japón          | 8  | 3  | 1–1 |
| 4   | Estados Unidos | 8  | 3  | 0–2 |
| 5   | Noruega        | 7  | 4  | –   |
| 6   | Suecia         | 6  | 5  | –   |
| 7   | Escocia        | 5  | 6  | 1–0 |
| 8   | Finlandia      | 5  | 6  | 0–1 |
| 9   | Suiza          | 4  | 7  | –   |
| 10  | Rusia          | 2  | 9  | 1–0 |
| 11  | Corea del Sur  | 2  | 9  | 0–1 |
| 12  | Alemania       | 1  | 10 | –   |

## Cuadro final
|  | Clasif. a semifinal | Clasif. a semifinal | Clasif. a semifinal |  |  | Semifinal | Semifinal |  |              | Final          | Final |
|  |                     |                     |                     |  |  |           |           |  |              |                |       |
|  | 1                   | Canadá              | 5                   |  |  |           |           |  |              |                |       |
|  | 2                   | Dinamarca           | 3                   |  |  |           |           |  |              | Canadá         | 5     |
|  |                     |                     |                     |  |  | Dinamarca | 9         |  | Dinamarca    | 3              |       |
|  |                     | Estados Unidos      | 3                   |  |  |           |           |  |              |                |       |
|  | 3                   | Japón               | 4                   |  |  |           |           |  | Tercer lugar | Tercer lugar   |       |
|  | 4                   | Estados Unidos      | 5                   |  |  |           |           |  |              |                |       |
|  |                     |                     |                     |  |  |           |           |  |              | Japón          | 6     |
|  |                     |                     |                     |  |  |           |           |  |              | Estados Unidos | 8     |

## Medallistas
| Evento    | Oro                                                                               | Plata                                                                                 | Bronce                                                                                  |
| --------- | --------------------------------------------------------------------------------- | ------------------------------------------------------------------------------------- | --------------------------------------------------------------------------------------- |
| Masculino | Canadá · Kevin Koe · Marc Kennedy · Brent Laing · Benjamin Hebert · Scott Pfeifer | Dinamarca Rasmus Stjerne Johnny Frederiksen Mikkel Poulsen Troels Harry Oliver Dupont | Estados Unidos John Shuster Tyler George Matt Hamilton John Landsteiner Kroy Nernberger |